# Нотр-Дам-дю-Саблон
Церковь Богоматери Победоносной на Саблоне (Завеле) (нидерл. Onze-Lieve-Vrouw ter Zege op de Zavelkerk; фр. Église Notre-Dame des Victoires au Sablon), или Церковь Богоматери Саблонской (нидерл. Onze-Lieve-Vrouw ter Zavelkerk; фр. Église Notre-Dame du Sablon) — католическая церковь на окраине района Саблон (Завель) в Брюсселе, Бельгия. Письменные упоминания названия «Нотр-Дам де Виктуар» известны с XVIII века, поскольку в то время ошибочно считалось, что церковь была основана в честь победы герцога Иоанна I в битве при Воррингене 1288 года. С другой стороны, в документах есть упоминание о битве при Лепанто 1571 года.
Явление в 1348 году чудотворной статуи Девы Марии, культ и шествие в честь которой со временем вытеснили все другие посвящения, придало этой церкви важную роль в общественной жизни Брюсселя.

## История
В 1304 году гильдия братьев и сестер госпиталя Святого Иоанна (Sint-Jansgasthuis) уступила ордену арбалетчиков часть земли, принадлежавшей госпиталю в Саблоне, для строительства небольшой капеллы, посвящённой Деве Марии. На латыни она называлась «Capella Beatae Mariae super Zabulum». Слава этого скромного святилища возросла, когда в 1348 году туда была перевезена чудотворная статуэтка Девы Марии. Согласно преданию, скульптура была привезена из Антверпена некой Беатрисой Суткенс. Легенда гласит, что женщине было видение, в котором Дева Мария поручила ей выкрасть чудотворную статую в Антверпене, привезти её в Брюссель и поместить в капеллу гильдии арбалетчиков. Благодаря череде чудесных событий Суткенс смогла в 1348 году перевезти статую в Брюссель. Её торжественно поместили в капеллу и стали почитать как покровительницу гильдии. Гильдия также пообещала проводить ежегодную процессию, называемую Ommegang, в ходе которой статую проносили через город. Это шествие превратилось в важное религиозное и гражданское событие в годовом календаре Брюсселя
Слава реликвии привлекала верующих, и благодаря поступавшим пожертвованиям арбалетчики в XV веке смогли построить новое святилище.
Строительство хора было завершено в 1435 году, о чём свидетельствуют настенные росписи с этой датой. Северный трансепт, вероятно, был завершён около 1450 года, а работы над южным трансептом и первыми пятью пролётами нефа продолжались. Работы были прерваны в период политической нестабильности после смерти в 1477 году бургундского герцога Карла Смелого. Они возобновились в конце столетия, и в конечном итоге неф имел семь пролетов, последние два из которых, должны были быть увенчаны башней, которая так и не была построена. Сакрариум — небольшая хозяйственная постройка позади хора — датируется 1549 годом. В конце XVI века церковь была разграблена кальвинистами. Именно тогда была уничтожена статуя Девы Марии, привезенная Беатрисой Суткенс.
В XVII веке семьи Турна и Таксиса, чей отель располагался примерно напротив южного портала церкви, построили по сторонам хора церкви две капеллы: Святой Урсулы к северу от хора (1651—1676), строительство которой начал архитектор Лукас Файдерб и завершил Винсент Антони, и капеллу Святого Марка с южной стороны (1690).

## Архитектура и произведения искусства в интерьере
Храм построен в виде латинского креста с тремя нефами и трансептом. Главный фасад имеет необычную композицию: две огромных стрельчатых арки одна над другой и две небольшие (в отличие от башен французской готики) башенки по сторонам.
Входной портал увенчан впечатляющим скульптурным ансамблем: две аллегорические статуи, представляющие «Постоянство» и «Добродетель», обрамляют картуш с надписью, который поддерживают два путти, над ними возвышается бюст Святой Урсулы.
Оригинальны круглые колонны центрального нефа с «малыми капителями», на которые посредством стрельчатых арок опирается нервюра нервюрный свод. Над капителями, в антрвольтах, на консолях установлены двенадцать статуй апостолов, датируемых серединой XVII века.
Фрески в хоре датируются первой половиной XV века. Здесь есть великолепный триптих фламандского художника Мишеля Кокси на тему «Воскресение Христа», а также «Обезглавливание Святой Варвары», ранее приписываемое Эразму Квеллину Младшему, ныне атрибутируется Гаспару де Крайеру.
Рукава трансепта имеют по два ряда аркад. Витражи относительно недавние и в основном являются работой художников Самюэля Кука, Луи-Шарля Креспена и Жака Кольпера. Так, портал северного трансепта увенчан окном, украшенным витражом работы Креспена и Колперта (1947), изображающим древо Иессея, в то время как южный трансепт увенчан большим окном-розой.
Барочная кафедра — работа Марка де Воса, выполненная в 1697 году для храма августинцев в Брюсселе, который больше не существует. Она украшена медальонами Святого Фомы Аквинского, Девы Марии и Святого Фомы Виллановского. В основании кафедры — символы четырёх евангелистов: ангел (Матфей), орёл (Иоанн), лев (Марк) и бык (Лука).
В церкви находится несколько барочных погребальных памятников. Здесь также хранятся другие сокровища, такие как реликварий с останками Святой Вивины.

## Галерея

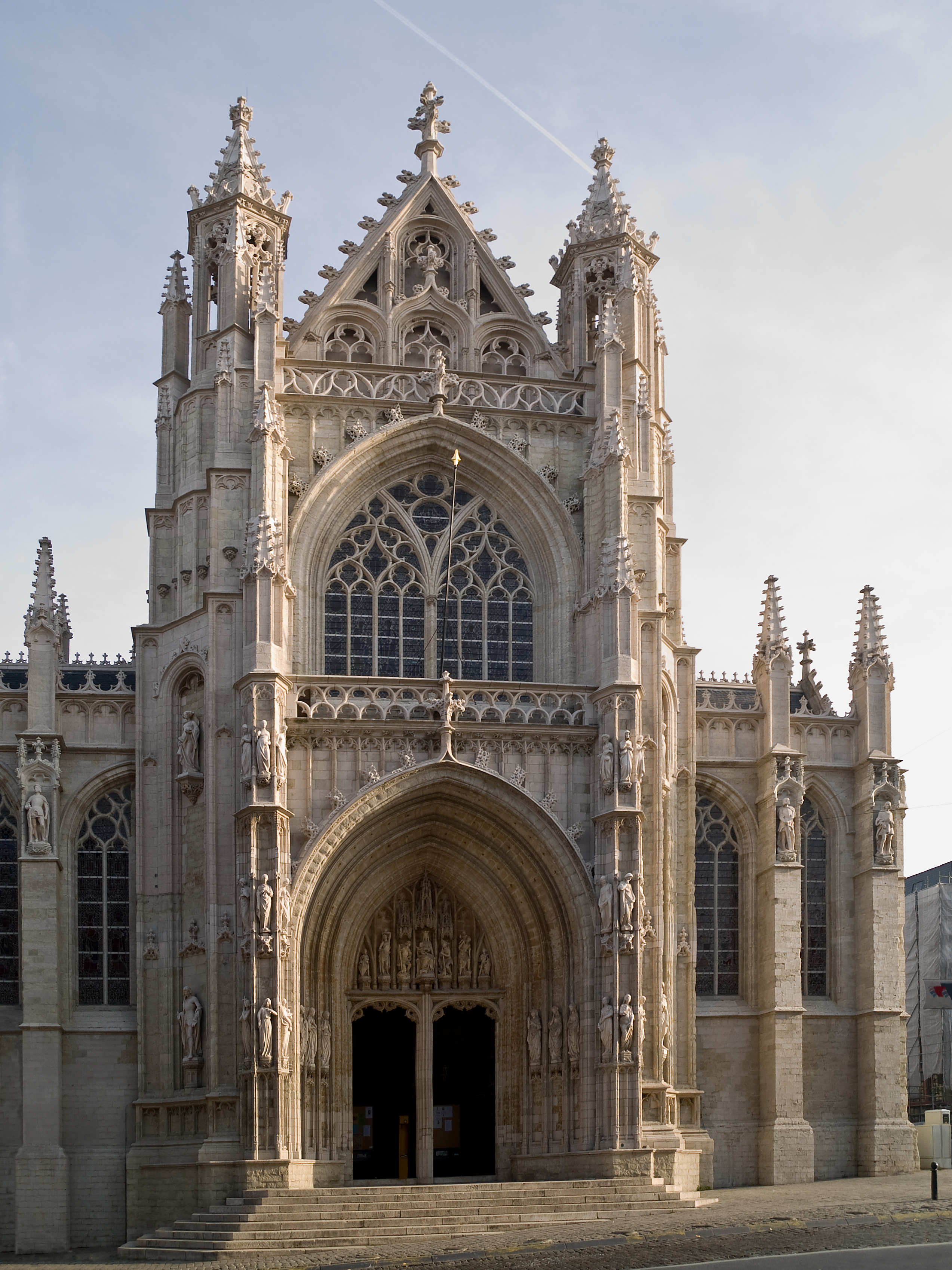
Главный фасад церкви
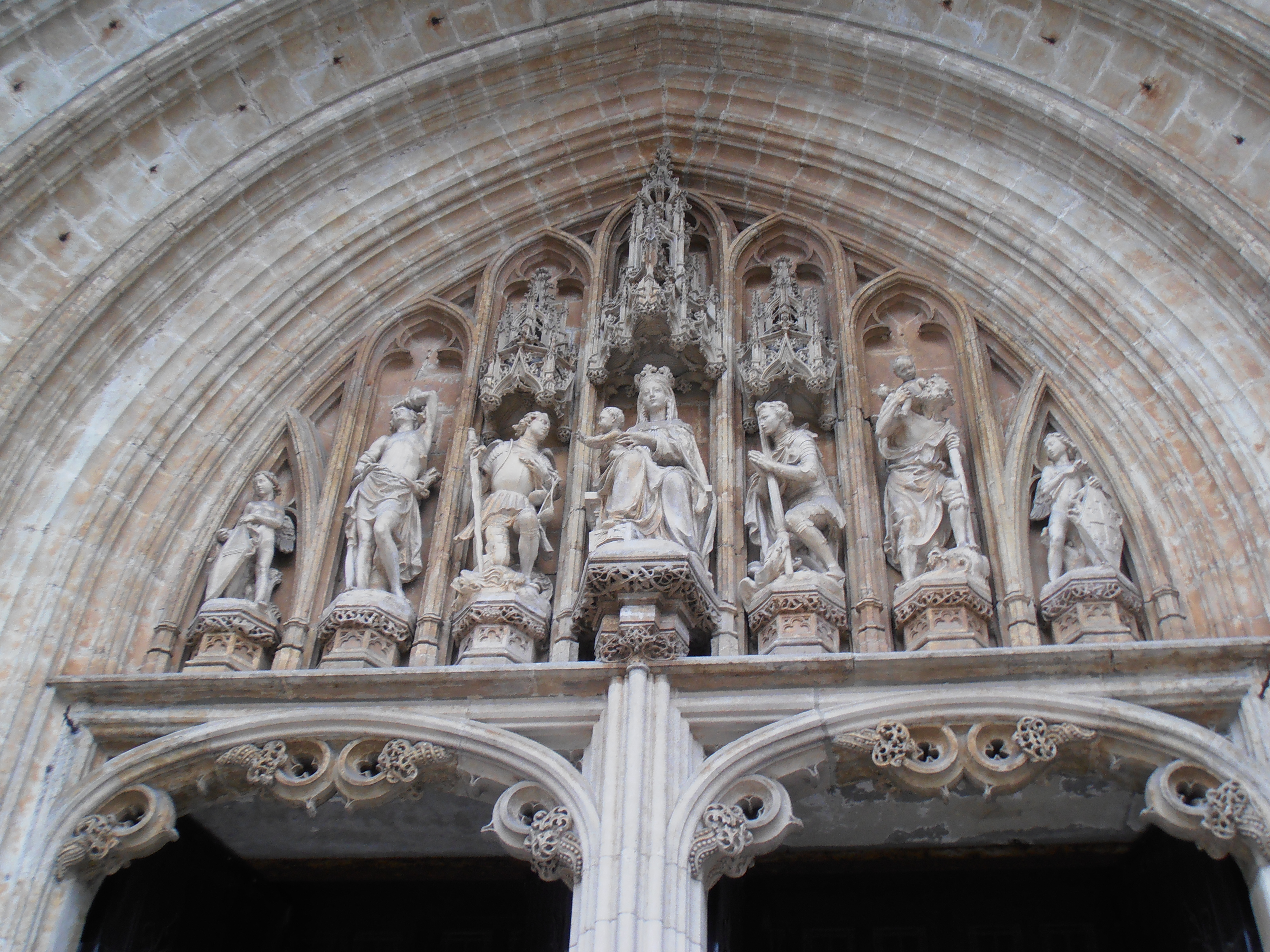
Тимпан главного портала
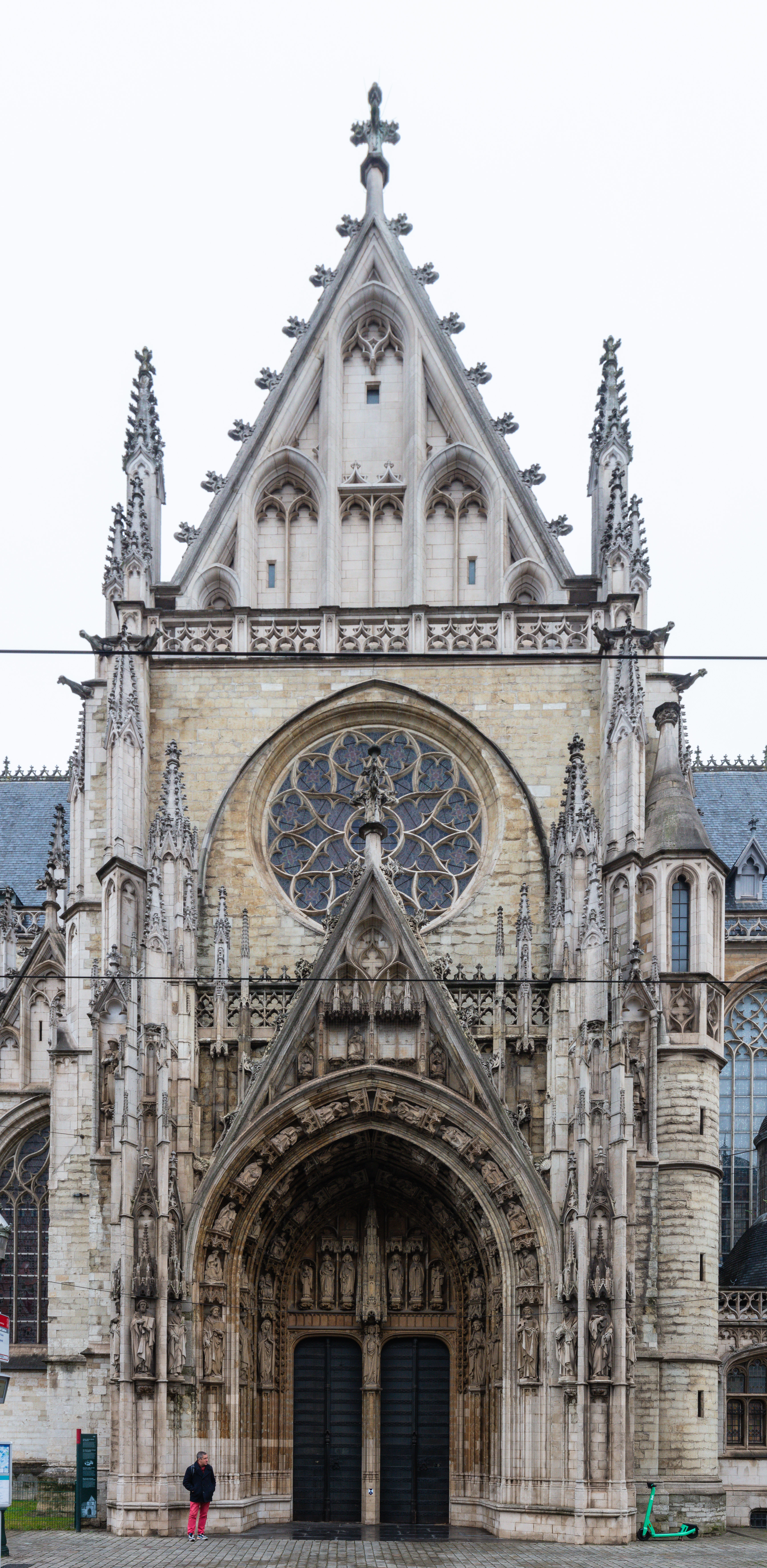
Южный портал
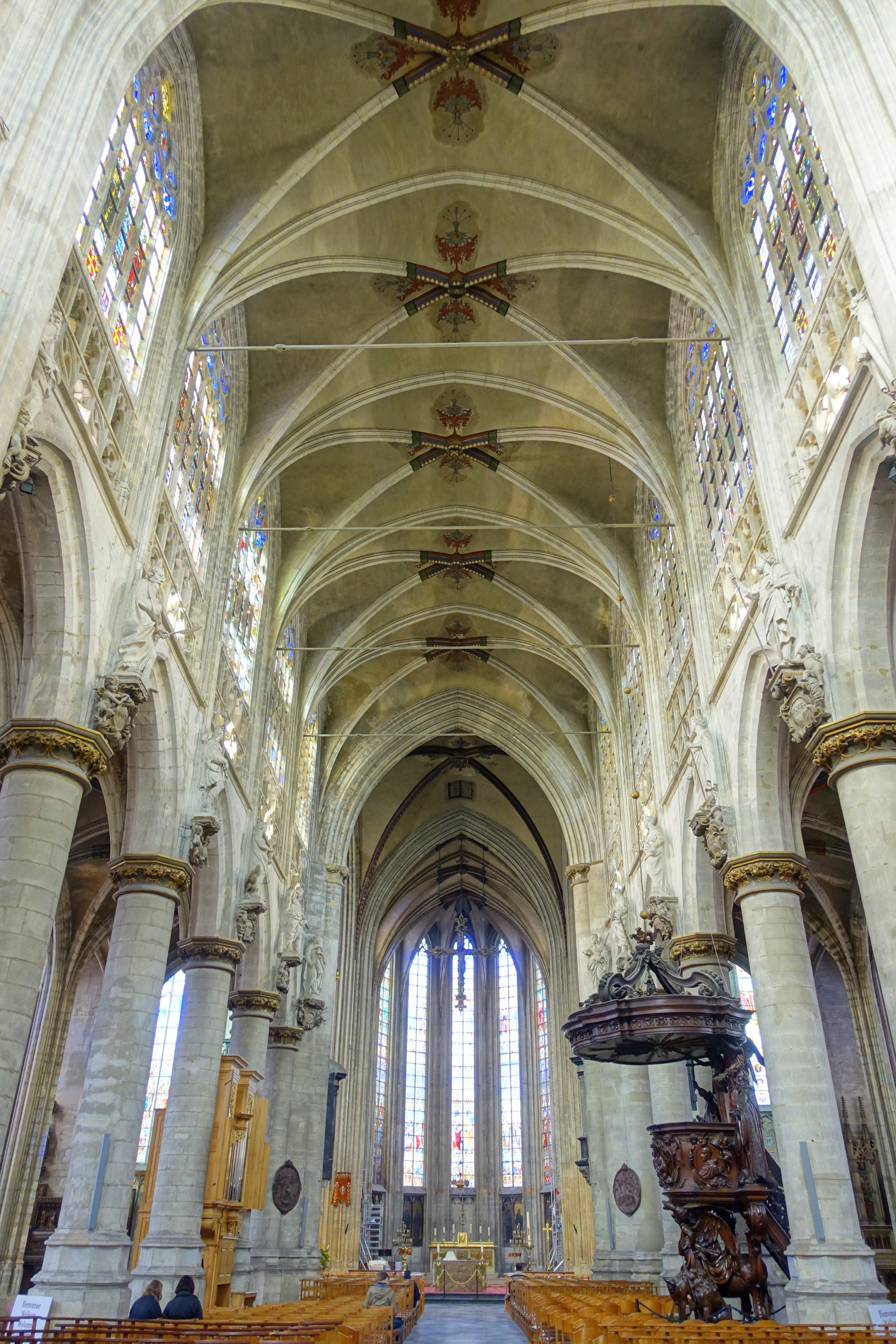
Интерьер главного нефа
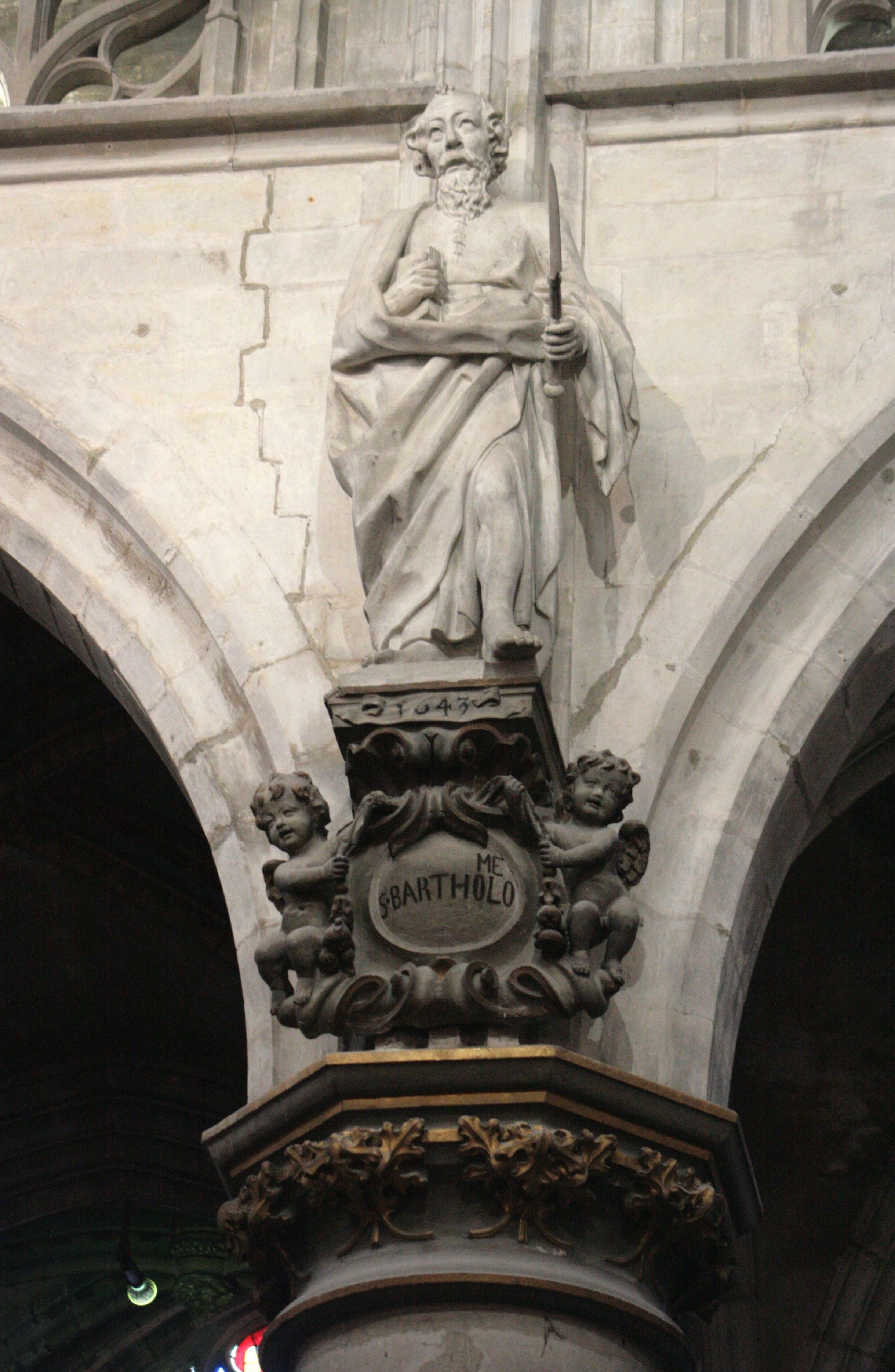
Статуя Святого Варфоломея
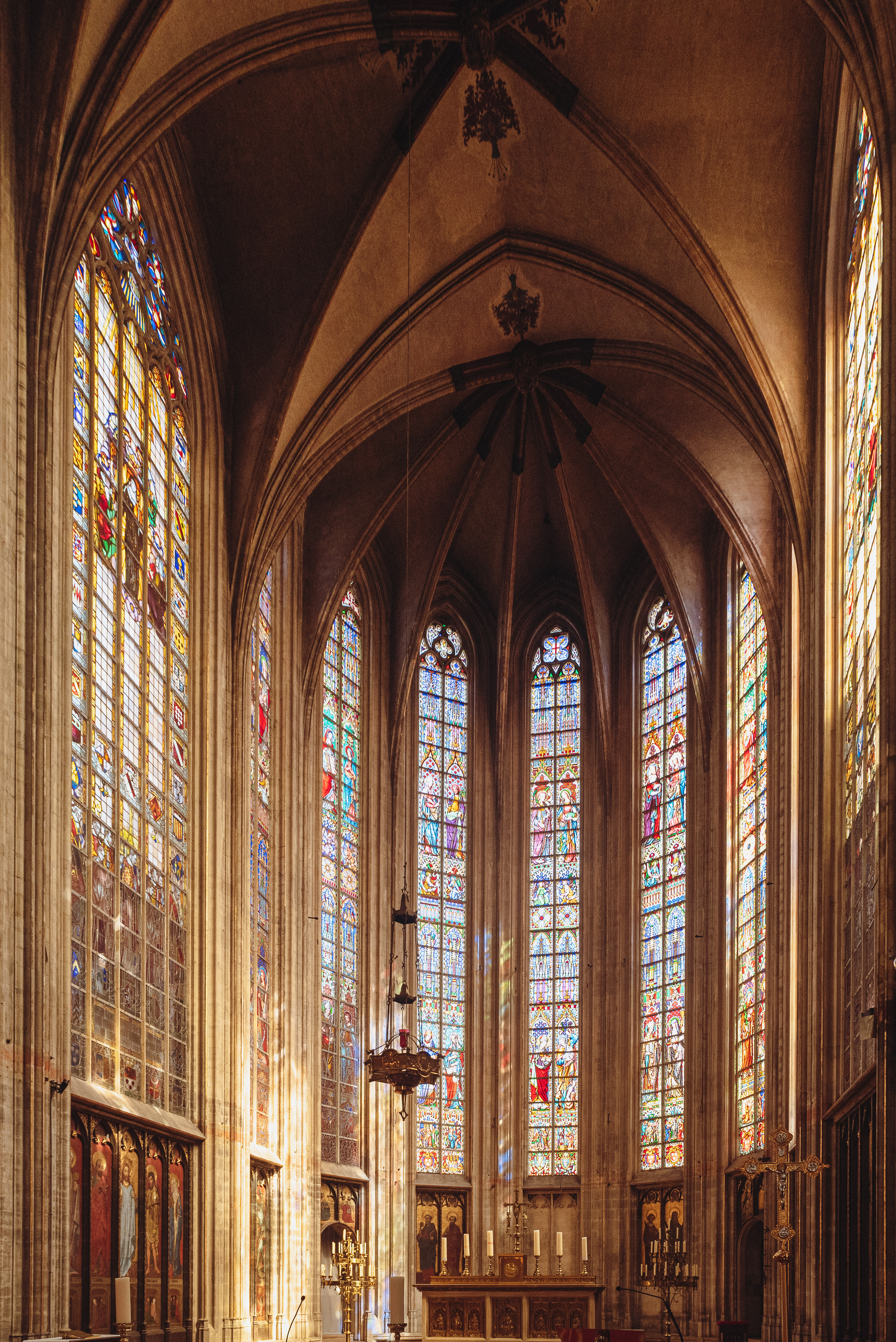
Витражи хора и апсиды
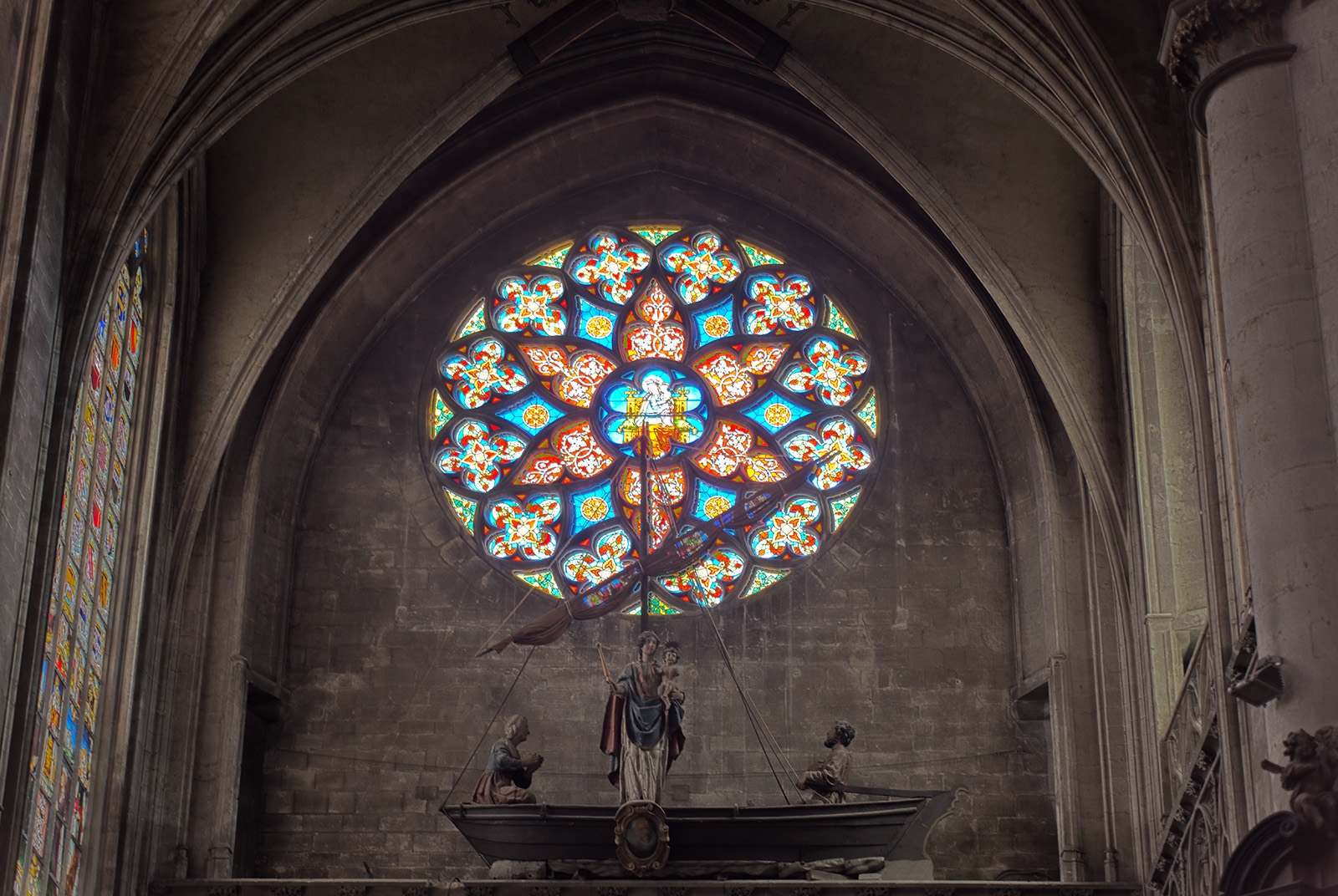
Роза южного трансепта
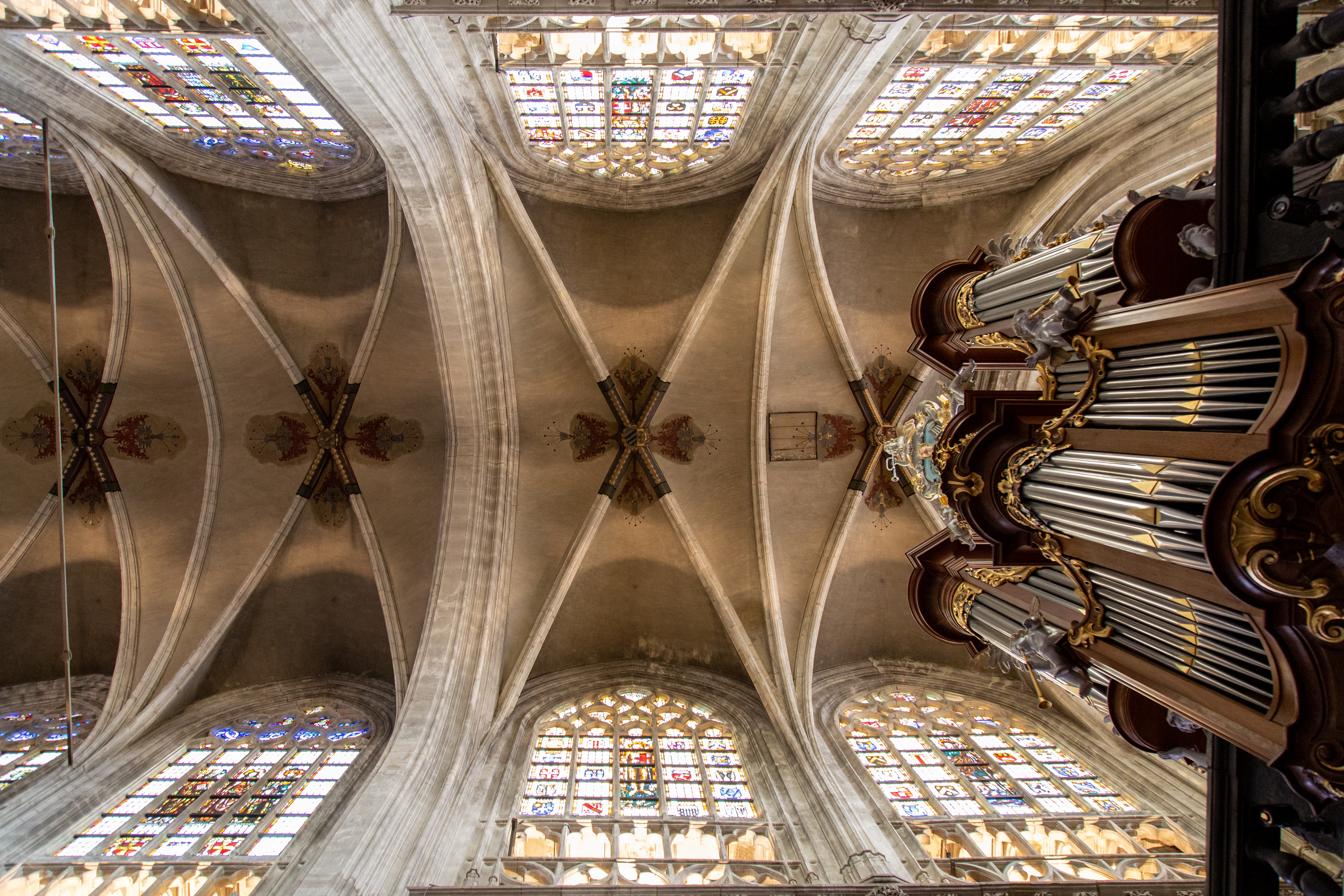
Свод
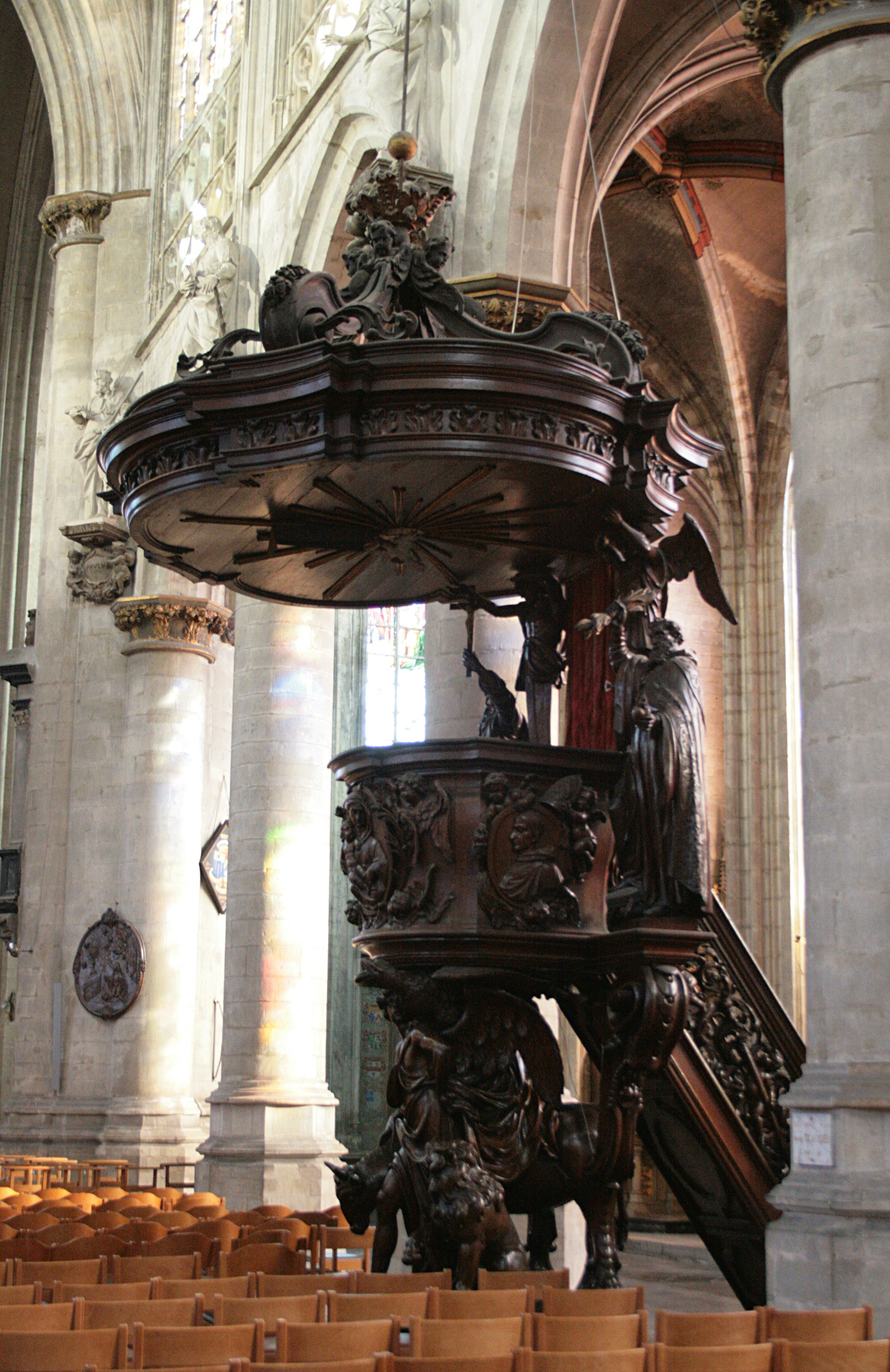
Кафедра. Марк де Вос. 1697
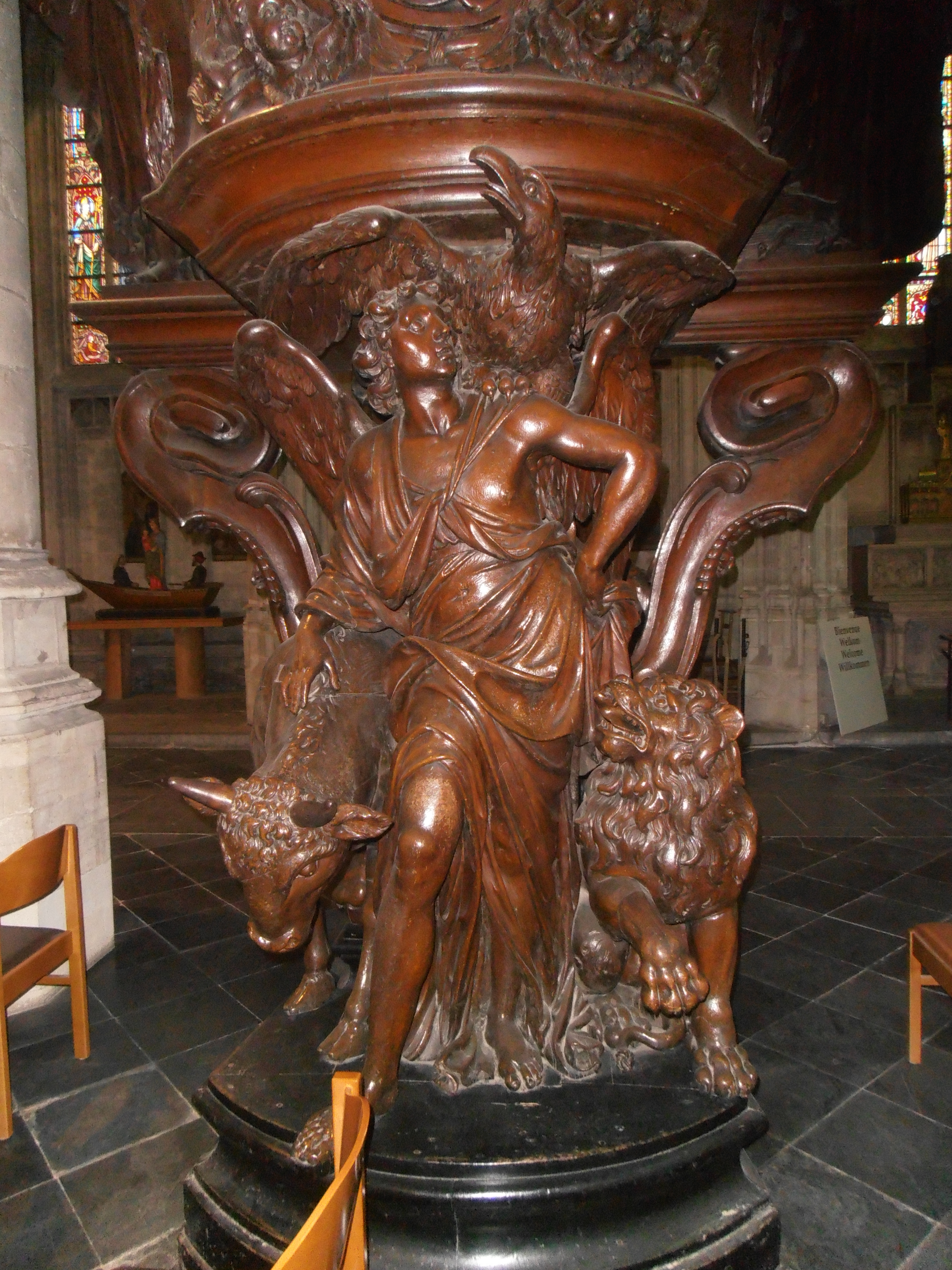
Основание кафедры
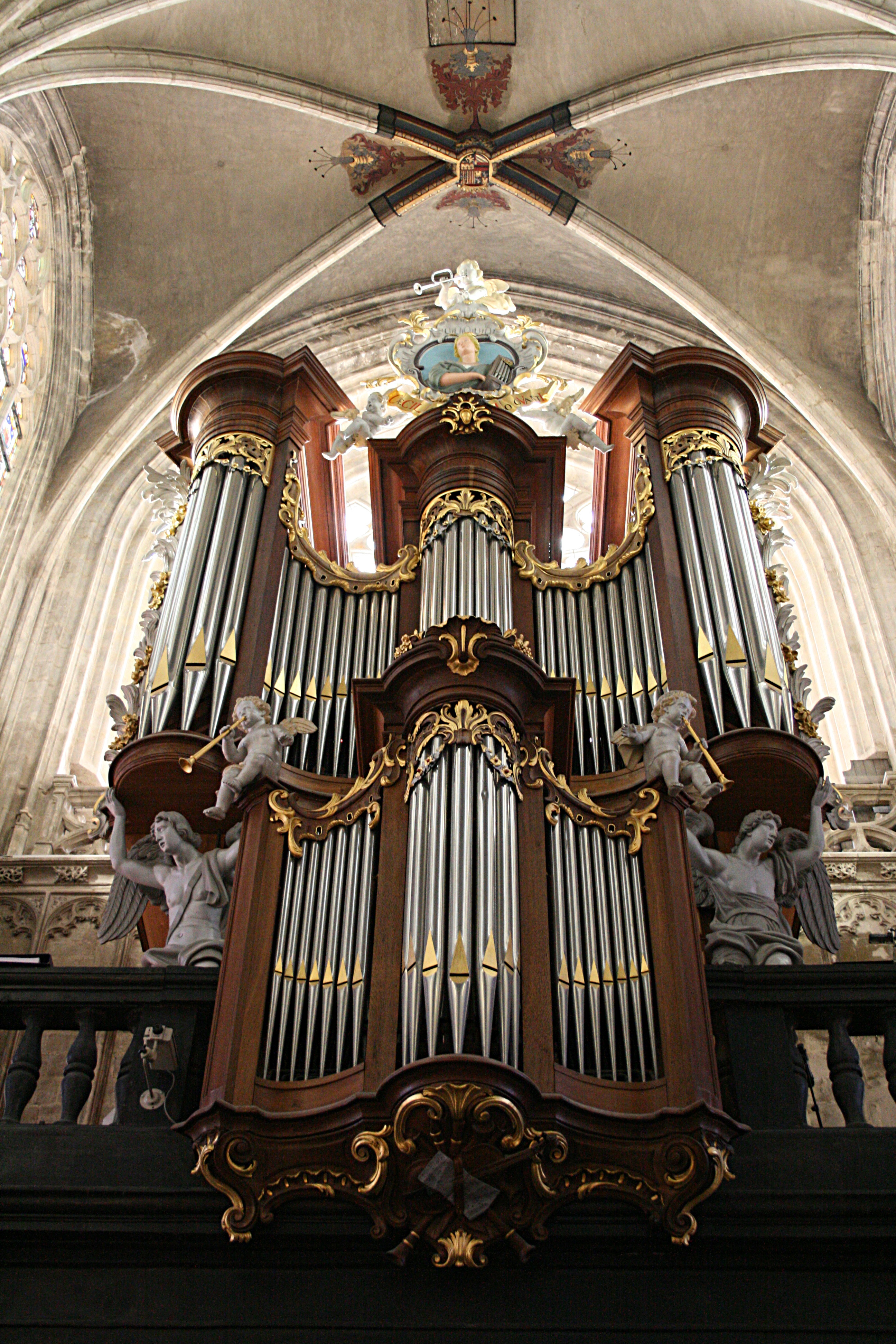
Орган. 1763
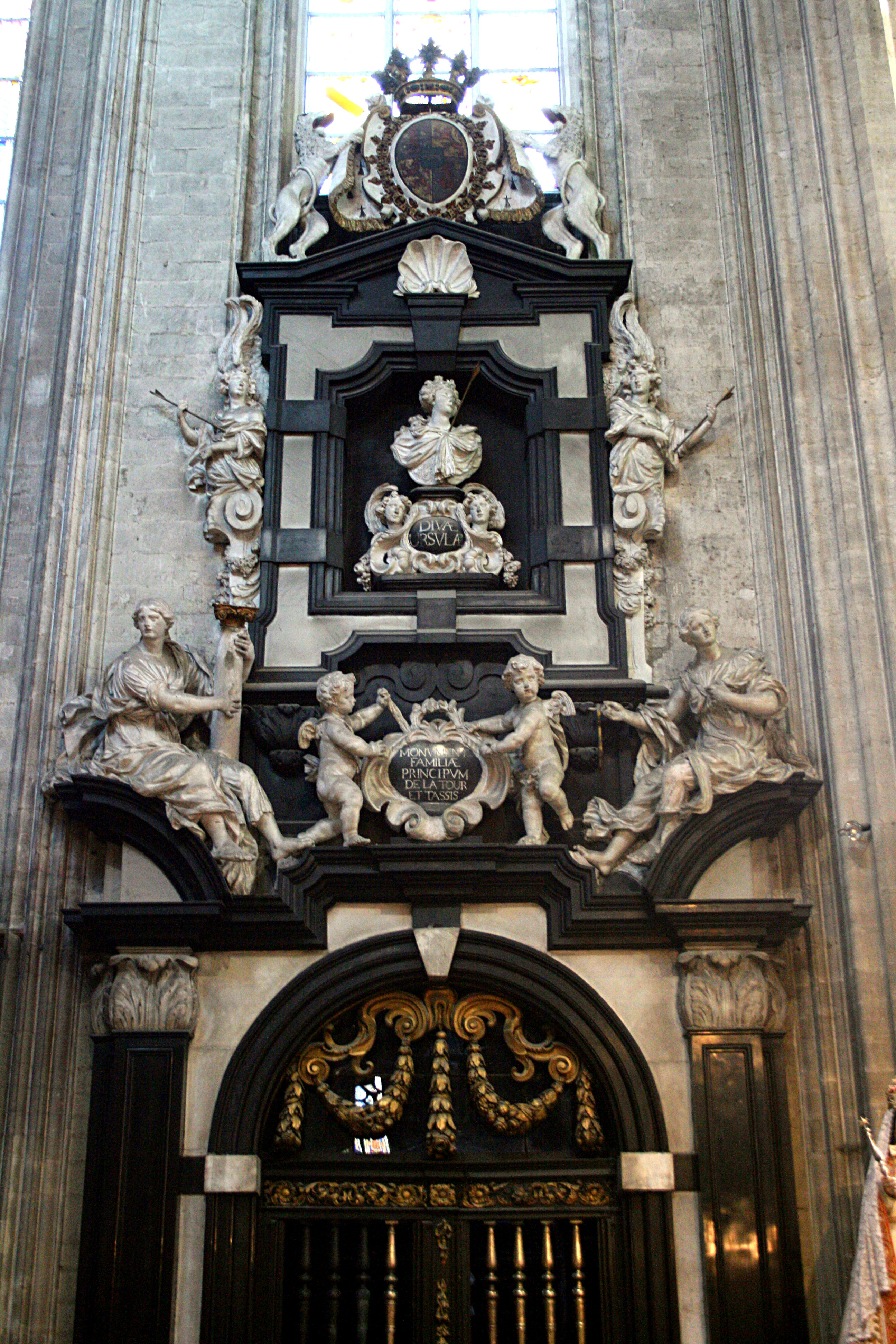
Капелла Святой Урсулы. Портал
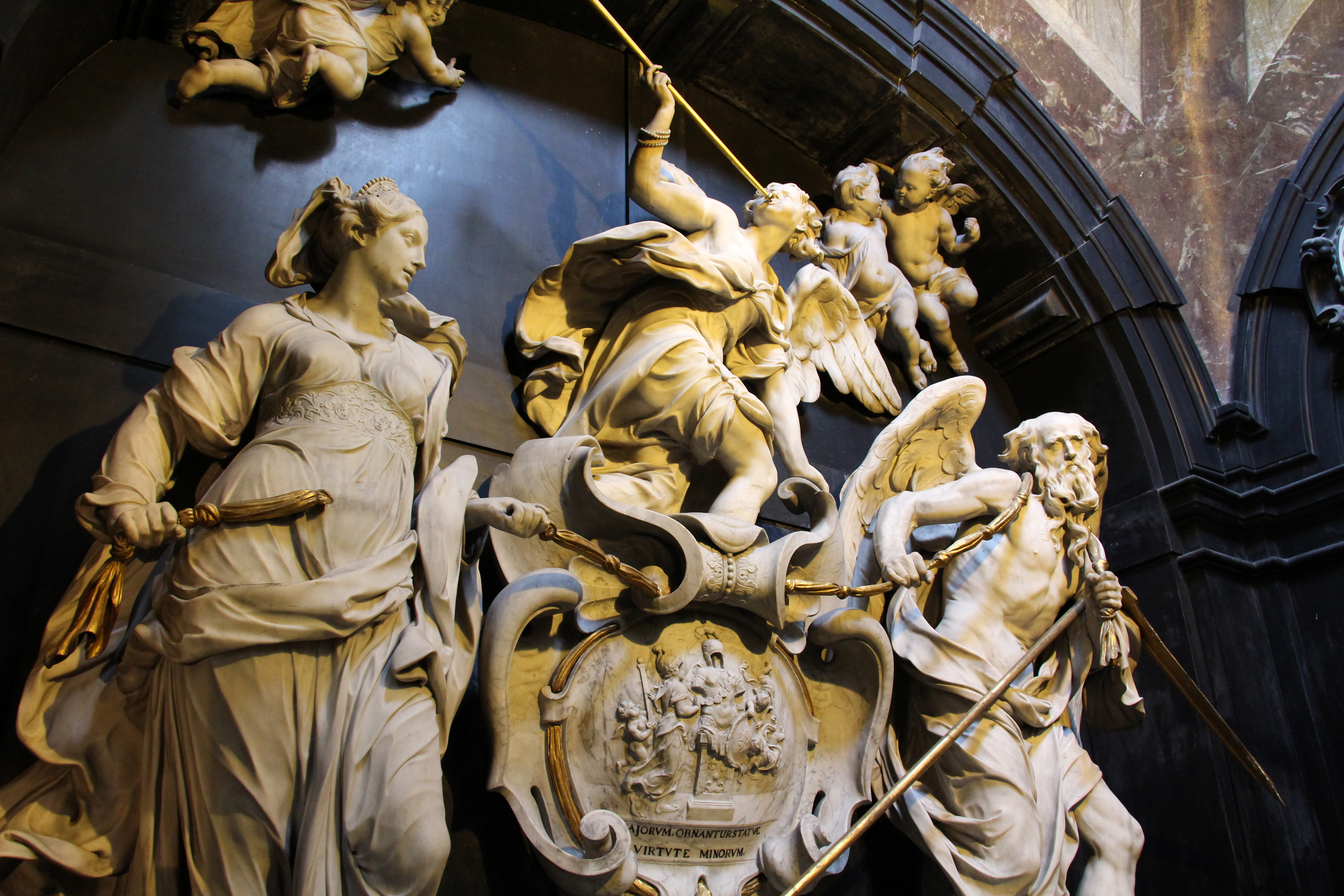
Капелла Святой Урсулы. Деталь
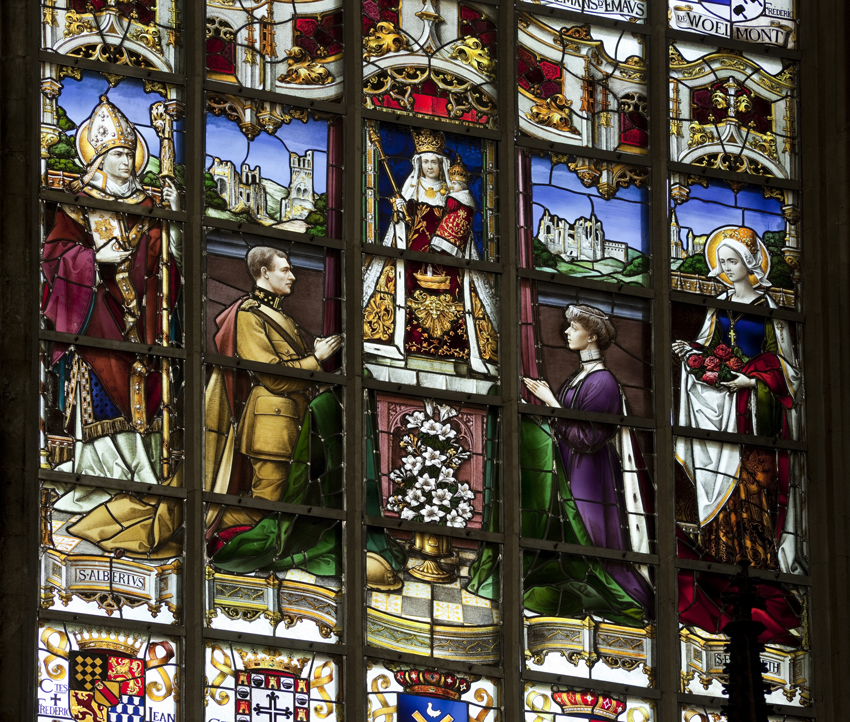
Король Альберт I и королева Елизавета, преклонившие колени в молитве у трона Мадонны, по сторонам святые Альберт Великий Кёльнский и Елизавета Венгерская. Витраж трансепта. 1920
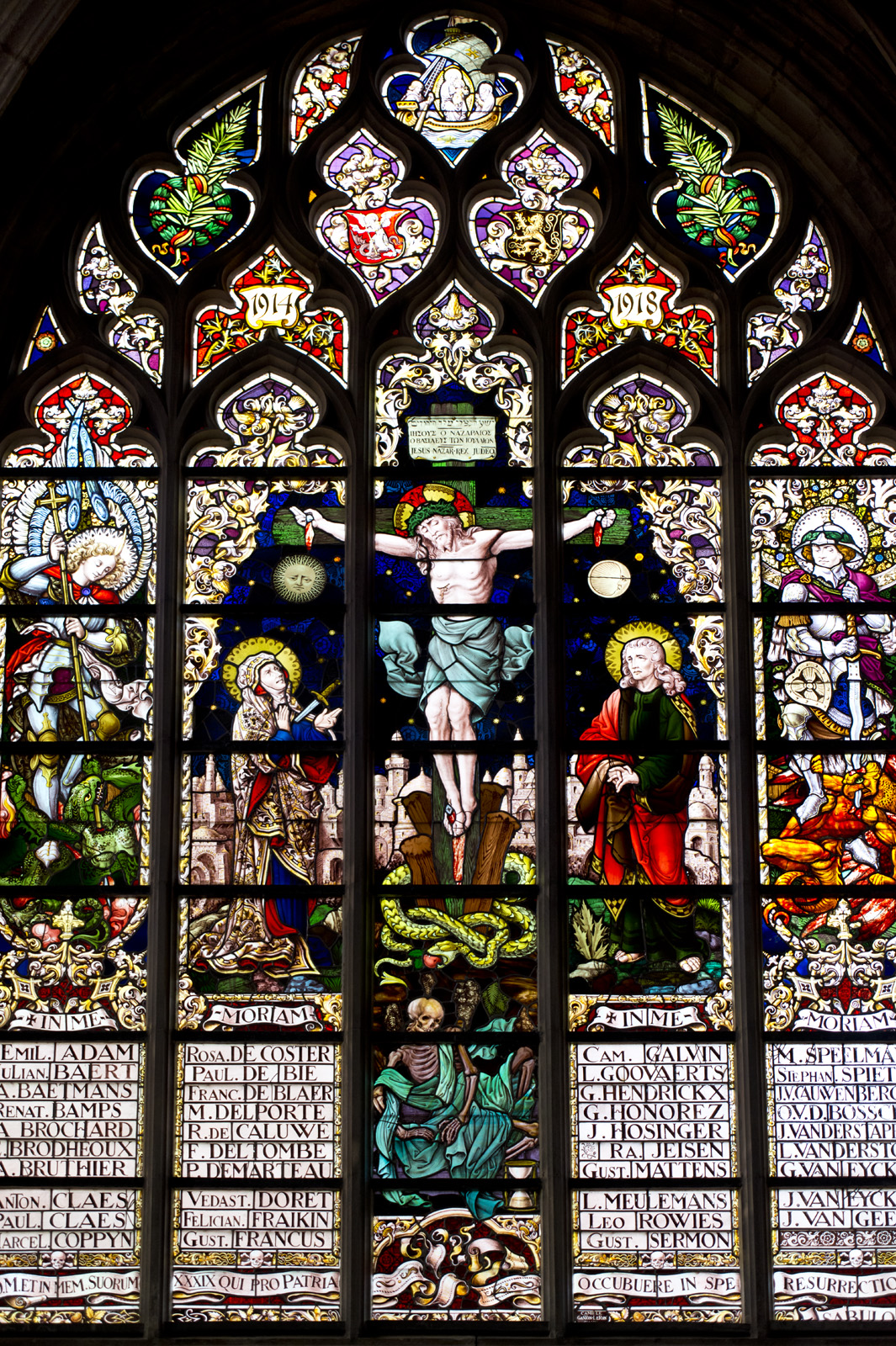
Распятие с предстоящими Девой Марией, Иоанном Архангелом Михаилом и Святым Георгием